# Karol Podliński
Karol Podliński (ur. 6 listopada 1997 w Żurominie) – polski piłkarz, grający na pozycji napastnika. Zawodnik Pogoni Siedlce.